# بانک توسعه شنژن
بانک توسعه شنژن (انگلیسی: Shenzhen Development Bank) شرکت خدمات مالی و بانکداری چینی است، که در سال ۱۹۸۷ تأسیس شد.